# キャスルトン駅
キャスルトン駅（英語：Castleton Station）は、バーモント州キャスルトン メイン・ストリート266にある駅。 全米各地を結ぶ旅客鉄道のアムトラックが乗り入れている。

## 概要

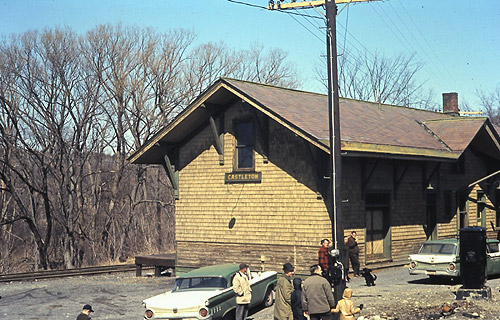
1964年4月の当駅

当駅は1850年にラトランド&ホワイトホール鉄道の駅として開業した。駅は繁華街より西のメインストリートに位置し、町の中心部だけではなくキャスルトン大学の敷地から徒歩で簡単にアクセスできる。2010年1月2日に当駅はフェア・ヘイブン駅から停車駅が変更されたことよりアムトラックの列車が停車することとなった。当駅は1850年に建てられ、アムトラックの駅では最古の駅舎の一つである。

## 利用可能な鉄道路線／列車
アムトラックの停車する列車は下記の通り。
ラトランドとニューヨーク間の昼行中距離列車イーサン・アレン・エクスプレス号… 1日1往復停車
※（ラトランド方面の列車は下車のみ可能。時刻表の時間より前に出発することがある。）